# Simulium kuznetzovi
Simulium kuznetzovi es una especie de insecto del género Simulium, familia Simuliidae, orden Diptera.
Fue descrita científicamente por Rubtsov, 1940.